# Arma amb acció de bombament
Una arma amb acció de bombament és aquella arma de foc en què el guardamà s'ha de fer anar cap enrere i endavant a fi d'expulsar el cartutx disparat i introduir-ne un de nou a la recambra.
El sistema de càrrega per acció de bombament és molt més ràpid que el de forrellat o el de palanca, a més que no és necessari enretirar la mà de la culata que acciona el gallet en recarregar. També és comunament anomenat acció de corredissa. El terme també s'aplica a diverses armes airsoft i d'aire comprimit que fan servir un mecanisme similar per carregar un perdigó i comprimir el ressort del pistó, o armes pneumàtiques que empren una bomba per a comprimir l'aire necessari per al tret.
La cadència d'una arma amb acció de bombament, encara que menor que la d'una semiautomàtica, és bastant ràpida. L'operació manual permet que amb una arma amb acció de bombament s'utilitzin cartutxos de diversa potència, com ara els no letals, la qual cosa no és possible en armes accionades per retrocés o pels gasos del tret. La simplicitat d'una arma amb acció de bombament, en comparació amb una semiautomàtica, també n'augmenta la seva durabilitat i en redueix els costos. A més s'ha observat que el temps necessari per recarregar permet al tirador el poder seleccionar un nou blanc, evitant així la despesa innecessària de munició.

## Descripció
Una arma amb acció de bombament s'alimenta habitualment des d'un dipòsit tubular situat sota el canó, que alhora serveix com a guia del guardamà mòbil, encara que alguns models (com el fusell Remington 760 i els seus successors) s'alimenten mitjançant carregadors extraïbles. Els cartutxos s'introdueixen un a un al dipòsit tubular a través d'una obertura del calaix de mecanismes, i són empesos cap endavant. Un pestell a la part posterior del dipòsit subjecta els cartutxos dins d'aquest fins al moment de ser emprats. Si es vol carregar completament l'arma, es pot introduir un cartutx a la recambra a través de l'obertura d'ejecció, o carregar-ne un des del dipòsit mitjançant l'acció i introduir-ne un altre en el dipòsit. Hi ha escopetes amb acció de bombament alimentades mitjançant carregadors i fins i tot tambors, les quals poden permetre o no la introducció del carregador sense haver d'expulsar el primer cartutx d'aquest.

## Operació
Gairebé totes les armes amb acció de bombament necessiten moure el guardamà cap enrere i endavant per a recarregar. El guardamà està connectat al forrellat mitjançant una o dues barres. El moviment del forrellat cap enrere i endavant, en un model alimentat des d'un dipòsit tubular, també activa l'elevador, que puja els cartutxos des del dipòsit fins a la recambra.
Després de disparar un cartutx, el forrellat es desacobla i el guardamà pot moure's. El tirador llisca cap enrere el guardamà per a així recarregar l'arma. Això fa que el forrellat es desacobli i es bellugui cap enrere, amb la qual cosa extrau i expulsa el cartutx disparat de la recambra, arma el martell i inicia la càrrega d'un nou cartutx. En una arma amb dipòsit tubular, mentre que el forrellat es mou cap enrere, s'extrau un nou cartutx del dipòsit i s'empeny cap a l'elevador. Quan el guardamà arriba al final del recorregut i comença a ser lliscat cap endavant, l'elevador puja un nou cartutx i el va a alinear amb la recambra. En moure's el forrellat cap endavant, empeny el cartutx dins la recambra i el recorregut final del guardamà fa que aquest es tanqui. En prémer el gallet es dispara el cartutx i el cicle es reinicia.
La majoria d'armes amb acció de bombament no tenen un mitjà per indicar que se'ls ha acabat la munició, i això fa possible que el tirador tingui l'arma buida sense adonar-se'n. El risc de quedar-se inesperadament sense munició pot ser reduït en una arma amb dipòsit tubular mantenint-la sempre plena, és a dir, inserint-hi un nou cartutx després de cada tret. Això és especialment important durant les caceres, ja que diversos llocs limiten legalment la capacitat del dipòsit: per exemple, tres cartutxos per a escopeta i cinc cartutxos per a fusell.

## Desconnectador de gallet
Les escopetes amb acció de bombament modernes, com ara la Remington M870 i la Mossberg 500, tenen una característica de seguretat anomenada desconnectador de gallet, que desconnecta el martell mentre retrocedeix el forrellat, amb la qual cosa cal tornar a ajustar el martell en tancar el forrellat. Moltes de les primeres escopetes amb acció de bombament, com la Winchester 1897, no tenien desconnectadors de gallet i podien disparar immediatament després que es tanqués el forrellat si es mantenia premut el gallet. Alguns tiradors opinen que això els permet una major cadència de foc, i doncs prefereixen models sense aquesta característica, com les escopetes Ithaca 37 i Winchester Model 1912.